# Depressie (geografie)

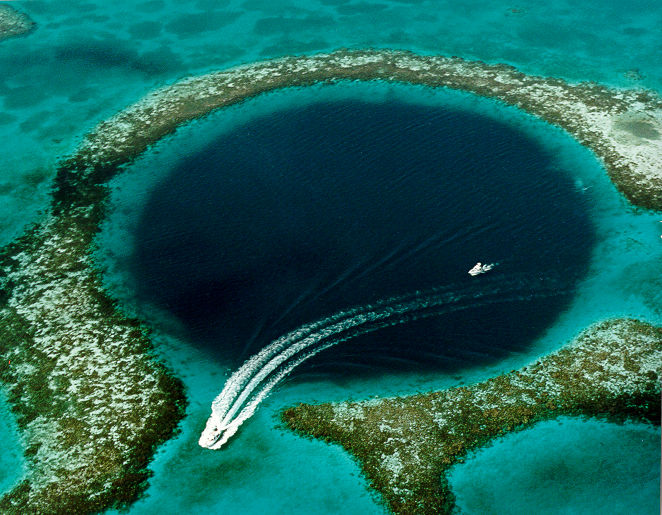
Depressie (geografie)

Een depressie of laagte is binnen de geologie en geografie een landvorm die verzonken of ingedrukt is beneden het omliggende gebied. Depressies kunnen door verschillende mechanismes worden gevormd en er zijn verschillende varianten:
- een depressie gevormd door uitblazing (meestal in woestijnen of lössgebieden)
- een tektonische slenk of graben
- een inslagkrater
- een gebied met bodemdaling veroorzaakt door het verweren of op andere manier inzakken of verdwijnen van het onderliggende materiaal, zoals  dolinen in karst, caldera's of maren in vulkanische gebieden of kettle holes (terreininzinkingen in post-glaciale gebieden).
- een gebied waar de aardkorst langzaam naar beneden de aardmantel in beweegt, een zogenaamde subductiezone, soms vergezeld van een eilandboog. Aan beide zijden van de subductiezone ontstaat een tektonisch bekken, die voorboog- en achterboogsedimentbekkens worden genoemd.
- een depressie kan het resultaat zijn van het gewicht van bovenliggend materiaal zoals een ijskap gedurende continentale ijstijden, die na het smelten een bekken achterlaat dat langzaam weer omhoog komt. Men spreekt dan van postglaciale opheffing
- een pothole; ofwel een simpele depressie in een weg of een fluviale erosiedepressie in het stroombed van een rivier of een gebied dat wordt beïnvloed door getijden.
- een plunge pool, de depressie aan de voet van een waterval, ontstaan door de erosiekracht van het vallende water.

Een van de indrukwekkendste depressies is de Grote Slenk in oostelijk Afrika. Een andere indrukwekkende depressie is het bekken van de Atlantische Oceaan.